# Marofska kapela, Grad
»Marofska« kapela pri Gradu je kapela v župniji Grad in občini Grad.

## Opis
O postavitvi te kapele v župnijskem arhivu ni nobenih dokumentov niti škofijskega dovoljenja za omenjeno blagoslovitev. Ljudje pripovedujejo, da jo je dal zgraditi Hartner, vendar ne vedo, kdaj. 
Novine (časopis) so prinesle sporočilo: 
Pri Gradi na imanji g. Hartnera je preminočo nedelo bila blagoslovitev prenovlene kapele, ki stoji v lepoj dolinici poleg velke ceste. Ar je okoli gošča posekana, je kapelica tem bole vidna. Obred je izvršo `stari' (zdaj najmre mamo tüdi mladoga!) g. kaplan Rataj, ki je imel primeren nagovor. Najprle je šla procesija iz farne cerkve, Marijina družba belooblečena, nato se je vršila blagoslovitev, nazadnje znova procesija v farno cerkev, da se je tem bole povdarilo, gde je `materna' hiša boža. Lűdstva je bilo dosta, spevao je pevski zbor, vreme je bilo lepo, slovesnost je trpela preci dugo.
Če je bila obnovljena, je poteklo že nekaj časa od takrat, ko je bila zgrajena. V tej kapelici naj bi bil kip sv. Florijana, ki so ga pozneje prenesli v gasilski dom. Glede ponovnih popravil sem zasledil, da je bila obnovljena leta 1976, ko je bil tukaj župnijski upravitelj Štefan Recek. Ob navzočnosti vernikov jo je istega leta blagoslovil stolni prošt Jožef Smej.

### Razlaga prekmurskih izrazov
- imanje imetje, lastništvo, posest
- Hartner takratni posestnik
- preminočo nedelo prejšnjo nedeljo
- velka cesta glavna cesta
- hiša boža hiša božja - cerkev
- ar je  ker je
- gošča gozd
- najmre namreč
- lűdstvo ljudje
- trpela preci dugo trajala precej dolgo